# Torony
Torony là một thị trấn thuộc hạt Vas, Hungary. Thị trấn này có diện tích 12,83 km², dân số năm 2010 là 1941 người, mật độ 151 người/km².